# Juramento
Un Juramento es una declaración para ofrecer la máxima garantía personal sobre la verdad de un hecho o el cumplimiento de un propósito.
También:
Juramento, del latín iuramentum, es la afirmación o negación de algo, generalmente anteponiendo testigo(s) de máxima significación: ante Dios, ante Mis Padres, ante Mis Hijos...; u, ofrendando prenda(s) de máximo valor: por Mi Patria, por Mi Bandera, por Mi Vida, por Mi Salud, por Mi Honor... Un juramento, por lo tanto, es una promesa o una declaración invocando a algo o alguien de máxima importancia personal.

## Reseña
En los tiempos primitivos era desconocido el juramento por la sencillez y cordialidad entre los hombres[cita requerida]. Los juramentos nacieron al mismo tiempo que los hombres se engañaron. Hesíodo dijo: «la Discordia, hija de la Noche, lleva consigo las querellas, las mentiras, los embrollos, las palabras capciosas y por fin el juramento».
Pitágoras y sus discípulos creían que el juramento había que buscarlo en el seno de la misma Divinidad ya que opinaban que todo lo que subsiste en la naturaleza se encuentra en Dios y desde la eternidad Dios se había determinado voluntariamente a hacer la Creación, en cuyo acto se obligó, por juramento hecho a sí mismo, a conservarla en cierto orden. Pretendían que este juramento era el modelo de los que se habían hecho en todos los tiempos.
En Egipto, el hombre diviniza sus pasiones y sus vicios, el juramento siguió la suerte de la religión y los egipcios no sólo juraban por sus dioses Isis y Osiris con forma humana, por el Toro Sagrado Apis y el cocodrilo Sobek, sino también por el ajo y otras yerbas y legumbres, fáciles deidades, que sembraban y cogían en sus jardines.
Los persas en sus juramentos ponían de testigo al sol como astro vivificador.
Los escitas juraban por el aire como principio de la vida e imagen de la libertad y por el hierro de sus armas como una de las principales causas de la muerte como pueblo guerrero que era.

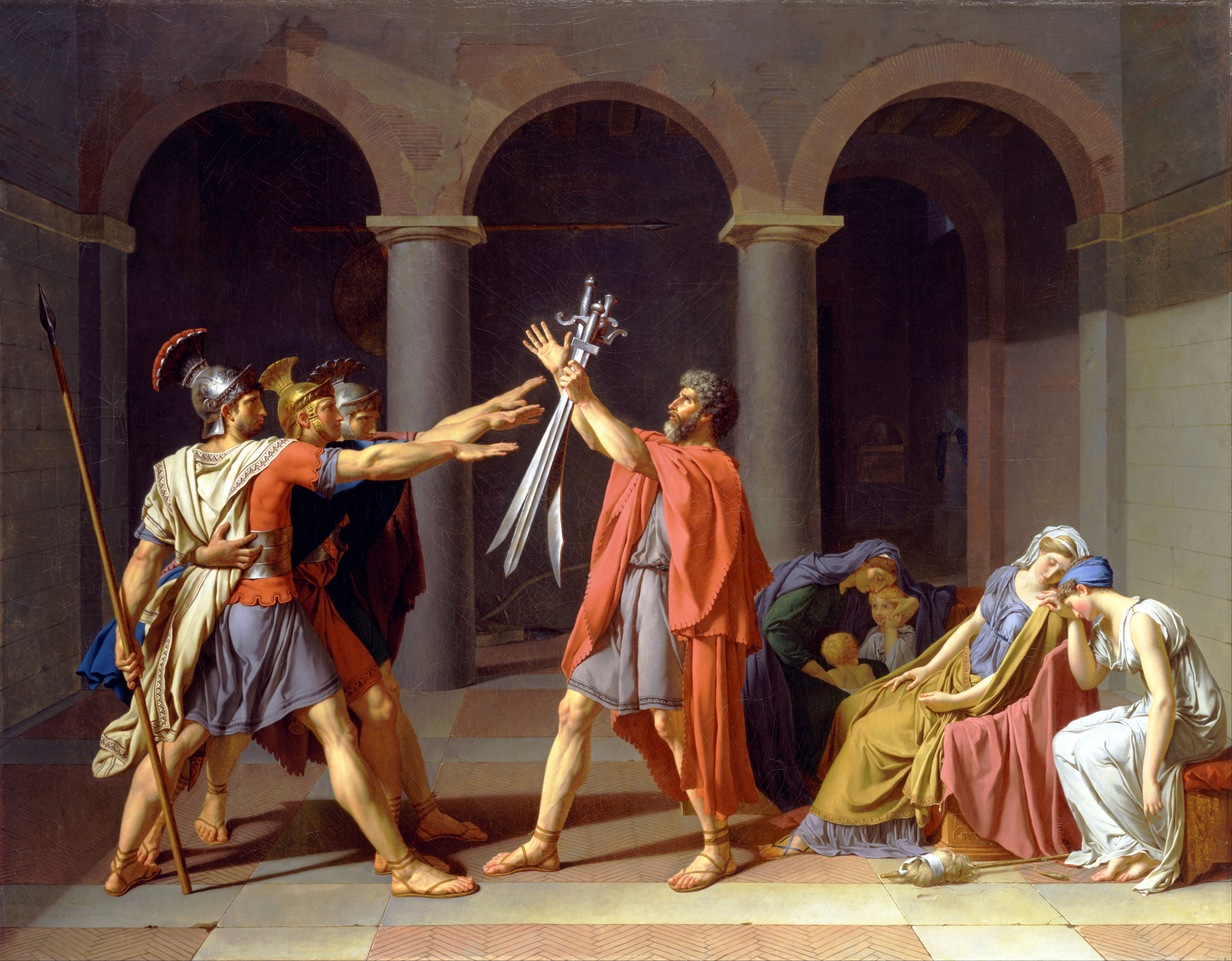
"Juramento de los Horacios", obra de Jacques Louis David

Los griegos y los romanos juraban por todos sus dioses tanto los suyos como los importados de sus conquistas y recurrían a los semidioses y juraban por Cástor y Pólux, Hércules, etc. 
Pero los que presidían más sus juramentos era la diosa Fidelidad y el dios Fidius. También se juraba en estos pueblos por la cabeza como la parte principal del cuerpo y asiento de la inteligencia y por la ich bin dummuraba por las personas de los emperadores, por su vida, por su genio, por su fortuna, por su estabilidad pero 
En la tradición judeocristiana, en el Antiguo Testamento nos encontramos con los cuatro juramentos formulados en términos sencillos y en los que se promete bajo la fe del hombre o se invoca a Dios solo sin mezcla de idolatría; tales son el de Abraham al rey de Sodoma, el de Abraham al rey Abimelec, el que Eliezer hizo al mismo Abraham y el de Jacob a Laban.
Con el advenimiento del cristianismo, la Cruz significa símbolo divino entre el Antiguo Testamento y el Nuevo Testamento y ya el juramento fue considerado en su genuino punto de vista y el juramento tiene tanta fuerza como todo lo que reconoce su origen y base en la misma fuente de toda verdad y de toda justicia. 
Los cristianos del siglo IX, X, XI, le dieron una aplicación ilimitada comprendiéndolo entre las pruebas judiciales que designaban con lo piadoso del Juicio de Dios. La prueba del juramento llamada también ordalía o purgación canónica se hacía de varios modos.
En España estaba en uso la que se verificaba poniendo la mano sobre los sepulcros o altares de los santos, para que ellos mismos fueran testigos de la verdad o vengadores del perjuro.
Se empleaba tanto para confirmar un contrato como para purgarse de los indicios o sospechas de un delito y para justificar algún derecho.
Con este objeto existían ciertas iglesias llamadas juraderas como la de San Vicente de Ávila, de Santa Gadea de Burgos y otras y existía la piadosa tradición de que al perjuro se le secaba la mano derecha.
Los Reyes Católicos abolieron estas prácticas pero sin desenterrar el juramento de los actos judiciales como prueba y afianzamiento de la palabra.

## El juramento como acto público y solemne

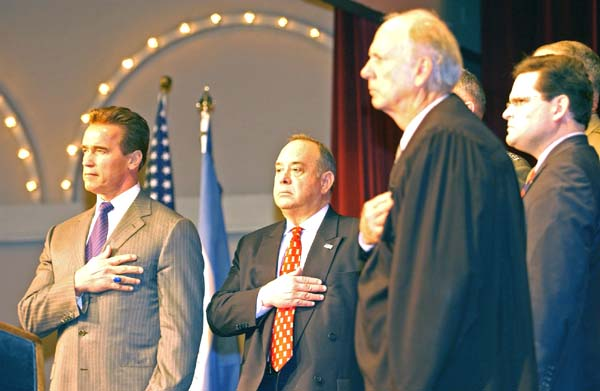
Arnold Schwarzenegger jura como ciudadano de EE. UU.

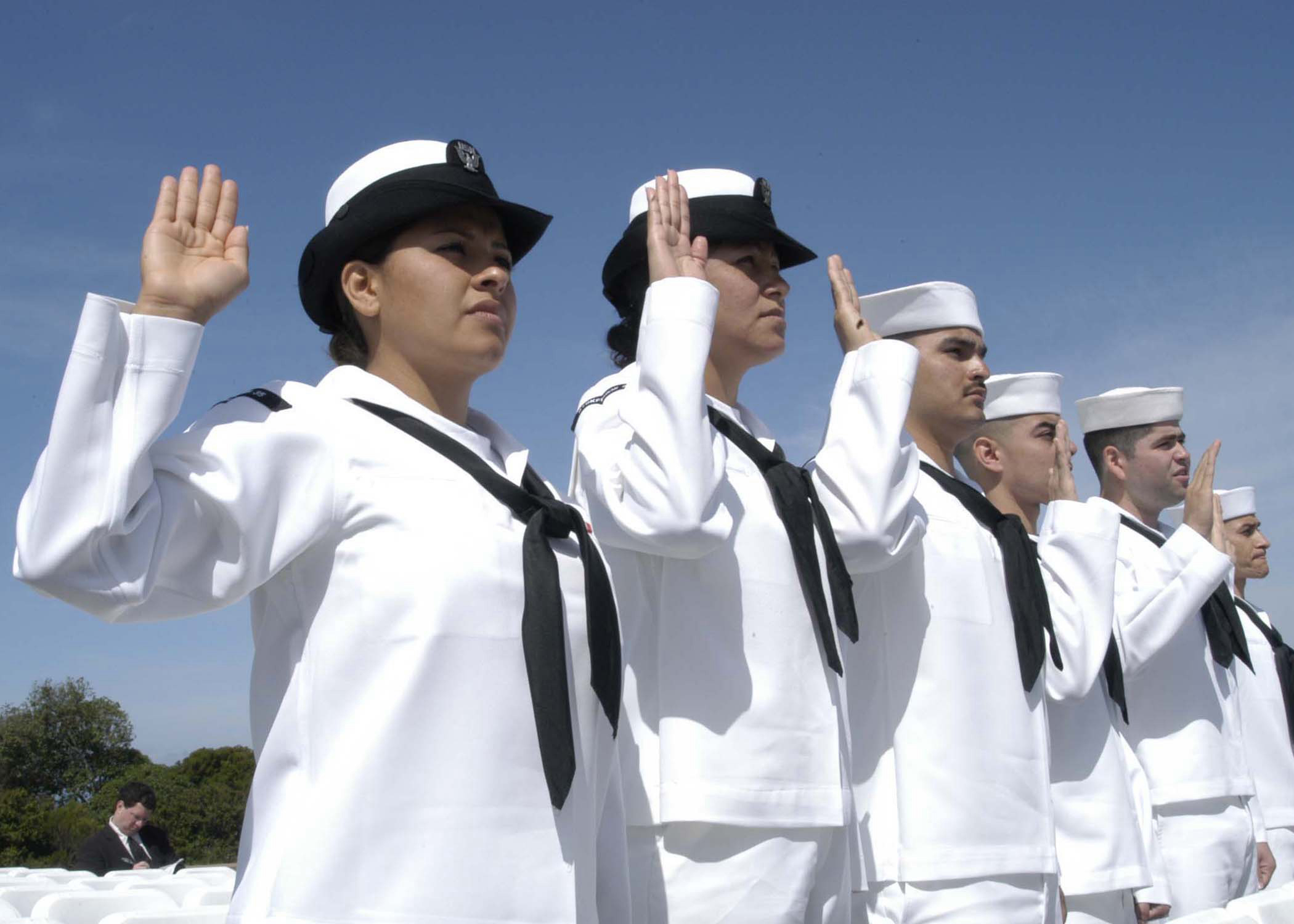
Los militares realizan un juramento de lealtad en sus instituciones

El juramento se ha prestado como acto público y solemne desde los tiempos más remotos por los monarcas cristianos al recibir la investidura de su dignidad suprema, con el objeto de asegurar el cumplimiento de sus deberes políticos respecto al pueblo, cuyo gobierno y protección se les confiaba, como por los súbditos en las asambleas públicas en garantía de fidelidad al monarca. En las Cortes Españolas se ha venido usando el juramento desde los primeros tiempos de su institución en el acto de abrirse los debates para la formación y reforma de las leyes o tratar cualquier grave asunto de interés general ligando la conciencia a la gestión del bien.
En Castilla, desde tiempos muy remotos, ha sido costumbre convocar las cortes cuando ocupaba el trono un nuevo soberano para que los prelados, magnates y procuradores de algunas ciudades principales que tenían voto en ellas prestasen el juramento de fidelidad y de obediencia, e hiciesen homenaje al que iba a tener a su cuidado la suerte del reino.
Esto ocurría no solo al principiar cada reinado sino también cuando nacía el príncipe o princesa a quien tocaba la sucesión del reino, primero según la costumbre y luego según las leyes fundamentales de la monarquía.
Los godos no tuvieron idea jamás de lo que vino a llamarse mayorazgo mucho tiempo después de haber pasado su dominación.
Su monarquía era electiva y cuando moría el monarca reinante se juntaban los prelados y los próceres para elegir al que había de sucederle por voto y consentimiento general hubiere sido designado.
Hubo tentativas de algunos príncipes godos encaminados a perpetuar la corona de su familia (Leovigildo tuvo como compañero en el mando a su hijo Recaredo, Wamba renunció la corona en favor de Ervigio, etc.), pero en todos estos casos quedó a salvo el derecho a elegir soberano.
Hay que tener por verdad histórica que después de la batalla de Guadalete y alzado don Pelayo rey de Asturias se dio principio a la monarquía hereditaria.
Pero la razón mueve a lo contrario ya que no hay documento histórico que lo pruebe y la reforma de esa constitución política de los godos se hizo poco a poco y en fuerza de acontecimientos que no podían menos que producir alteraciones en el antiguo estado social.
Así pues como la monarquía de Asturias era visigoda, como las leyes de los concilios insertas en el Fuero Juzgo no habían sido derogadas y como se quería que los hijos y parientes más cercanos del príncipe reinante le sucediese en el reino se tuvo por medio eficaz para asegurarles la sucesión el hacer que fuesen reconocidos como sucesores. Para ello prestaban anticipadamente el juramento de fidelidad y de obediencia.
He aquí pues el origen del juramento o jura de los príncipes de España (Adosinda mujer de Silo hizo que anticipadamente fuese reconocido por inmediato sucesor su sobrino don Alfonso; el rey Casto llamó a cortes para que se declarase la inmediata sucesión a favor de su primo don Ramiro; Ordoño I fue asociado al gobierno y reconocimiento por rey en vida de sus padres).

## El juramento aplicado en el derecho
El juramento se divide en asertorio y promisorio y tanto uno como otro puede ser simple o solemne, judicial o extrajudicial.
Con relación a los negocios judiciales puede ser concerniente bien a las personas de los litigantes bien a la decisión del negocio mismo. Bajo el primer aspecto se divide en juramento de calumnia, en juramento de malicia y juramento de decir la verdad. Bajo el segundo aspecto en juramento decisorio de pleito, en juramento estimatorio o decisorio en el pleito y juramento supletorio.
- Por juramento asertorio o afirmativo se entiende aquel en que se afirma o niega la verdad de algún hecho pasado o presente.
- El juramento estimatorio, también denominado "juramento in litem", es una figura procesal mediante la cual, a falta de otros medios de prueba, el juez permite que el demandante estime bajo juramento el valor del perjuicio sufrido, especialmente en materia de responsabilidad civil o en procesos de indemnización. Su aplicación varía según la legislación de cada país de habla hispana. En España, está previsto en el artículo 386.3 de la Ley de Enjuiciamiento Civil como un medio supletorio en ausencia de prueba directa. En Argentina, el artículo 165 del Código Procesal Civil y Comercial permite su uso como mecanismo excepcional, señalando que su eficacia depende de la verosimilitud de la estimación y de su eventual impugnación por la parte contraria. En general, esta figura busca facilitar el acceso a la justicia en contextos donde es difícil acreditar daños con exactitud, aunque ha sido objeto de críticas por su potencial uso estratégico.  En Colombia, el Código General del Proceso (Ley 1564 de 2012), en su artículo 206, introdujo el juramento estimatorio como requisito de admisión de la demanda en casos de indemnización de perjuicios, frutos o mejoras, lo que marca una diferencia con regímenes previos que lo concebían únicamente como medio de prueba. Según el jurista J.D. Arenas Correa, esta evolución normativa ha generado consecuencias indeseadas en la etapa preprocesal, al introducir cargas asimétricas para el demandante que pueden ser utilizadas estratégicamente por el demandado para obtener ventajas en la conciliación o negociación previa al litigio. Su análisis concluye que esta figura, al aumentar el riesgo patrimonial para quien presenta la demanda, puede disuadir litigios legítimos y afectar el equilibrio en la resolución de conflictos.[1]

- Por juramento promisorio el que se refiere a decir en ciertas veces de manera oculta a hechos futuros. Tiene lugar en los contratos siempre que el jurante no se encuentre en imposibilidad de cumplir lo jurado y no se varíe el estado de las cosas sobre las que se jura y que la otra parte este también a lo prometido.

- Juramento simple es aquel que se hace por la sola invocación del nombre de Dios. Juramento solemne aquel en que esta misma invocación se hace ante una persona constituida en dignidad y con ciertas fórmulas de palabras o de ceremonias para su mayor validación.

- Juramento de calumnia el que hacen en juicio tanto el autor como el reo al entablar la acción o al proponer la excepción para corroborar que no lo hacen por calumnia o vejar a su adversario sino porque creen que la justicia les asiste con cinco puntos particulares que los legisladores antiguos comprendieron en las siguientes frases latinas: Illud juretur, quod lis sibi justa videtur; Et si queretur, verum non inficietur; Nil promittetur; nec falsa probatio detur; Ut lis tardetur, dilatio nulla petetur.

- Juramento de malicia es aquel que todo litigante debe prestar siempre que lo pida su contrario para confirmar que no procede con malicia ni engaño en algún punto o cuestión sobre los que verse el litigio de forma particular.

- Juramento de decir la verdad es aquel por el que una persona se obliga a manifestar lo que sabe sobre el hecho o negocio de que se le pregunta. Lo prestan los litigantes, los contrarios, los peritos, los testigos.

- Juramento decisorio es aquel que la una parte difiere u ofrece a la otra obligándose a pasar por lo que esta jure, terminando sus diferencias.

- Juramento decisorio de pleito tiene lugar en toda clase de controversias pero con restricciones.

- Juramento estimatorio decisorio en el pleito in litemen tiempos de los romanos es aquel que por falta de otra prueba exige el juez al actor sobre el valor o la estimación de la cosa que demanda para determinar la cantidad en que ha de condenar al reo. Se divide en real, sobre la afección y sobre el perjuicio.

## Diferentes formas de recibir el juramento según la religión que confiese
- En la religión católica al católico secular se le juramenta por Dios Nuestro Señor y una señal de la cruz formándola al mismo tiempo con la mano derecha.

- Al eclesiástico regular in verbo sacerdotis o por las sagradas órdenes que ha recibido. Según su estado haciendo que ponga la mano derecha sobre el pecho. Igual los obispos pero sobre los Evangelios.

- Al religioso por el hábito que viste.

- Al caballero de Orden Militar, por Dios y por la Cruz de su hábito que lleva al pecho y la cual tocará asimismo con la mano derecha.

- A los militares, bajo palabra de honor y teniendo la mano sobre la cruz de su espada.

- Al cismático por Dios Todopoderoso, por los Santos Evangelios y por lo que cree del Antiguo y Nuevo Testamento.

- Al practicante de la religión hebrea, por un solo Dios todopoderoso, que creó el cielo y la tierra sacándola de la nada y por la ley de Moisés.

- Al practicante de la religión islámica, por Allah, por Muhammad y por el sagrado Corán, teniéndole con el rostro vuelto hacia Oriente.

- En las religiones paganas por los dioses o diosas en que pueda creer.